# Vlietland
 (octobre 2014).
Si vous disposez d'ouvrages ou d'articles de référence ou si vous connaissez des sites web de qualité traitant du thème abordé ici, merci de compléter l'article en donnant les références utiles à sa vérifiabilité et en les liant à la section « Notes et références ».
Pour la zone récréative de la commune de Midden-Delfland, voir Vlietlanden (nl).
Vlietland, également appelé couramment de Vlietlanden, est une zone récréative de Hollande-Méridionale, aux Pays-Bas. Il se trouve au nord du territoire de la commune de Leidschendam-Voorburg, pas très loin de Stompwijk ou de Voorschoten. La zone récréative se trouve entre la rivière Vliet et l'autoroute néerlandaise A4, limitée au nord-ouest par le polder leydois dit Oostvlietpolder (nl).

## Histoire
Depuis fort longtemps, le site est une étendue poldérisée, consacrée au pâturage, à l'instar des polders voisins d'ouest en est, Meeslouwerpolder (nl), Rietpolder (nl), Spekpolder (nl) et Hofpolder (nl)[Lequel ?]. Ensuite, le site de Vlietland a connu une exploitation sablière et gravière, qui s'est déroulée de 1968 à 2001. Pendant l'exploitation des carriers et encore plus une fois l'activité terminée, la zone a développé une grande richesse de faune aquatique et d'avifaune. Toutefois, la conversion du site en zone récréative a détruit ce biotope ; néanmoins, l'avifaune a pu bénéficier de mesures de compensation, avec la création de la réserve aviaire de Starrevaart, juste à côté du site.

## Description
Vlietland s'étend au total sur 300 ha, format un rectangle de 3 km de long sur 1 de large. La zone aménagée couvre quelque 130 ha, qui rassemble plan d'eau avec mise à l'eau et zone de baignade, bois et marais parcourus de sentiers de promenade à cheval ou à vélo, îles boisées, parkings et lieux de restauration.
Les activités proposées par le site incluent natation, voile, ski nautique, cyclisme et naturisme. Les cyclistes apprécient particulièrement l'Oostvlietweg, qui relie par une piste cyclable Leidschendam et le Leidschendammerhout, en passant par les différents polders de la région, empruntant les passerelles enjambant la Vliet.
Les activités sont surveillées par la brigade montée de Leidschendam.
Le site a accueilli en 2008 le festival gabber Dominator.

## Source
- (nl) Cet article est partiellement ou en totalité issu de l’article de Wikipédia en néerlandais intitulé « Vlietland (recreatiegebied) » (voir la liste des auteurs).